# Амазон андійський
Амазон андійський (Amazona mercenaria) — птах родини папугові.

## Зовнішній вигляд
Довжина тіла 33-34 см; вага близько 340 г. Основне забарвлення оперення зелене. Лоб, лицьова частина голови, горло й нижня частина тіла більше світлі. Потилиця й уся верхня сторона тіла темно-зелені, з сіро-синьою облямівкою на кінцях. Згини крил жовті або жовто-жовтогарячі. Дзьоб сіро-жовтий. Райдужка помаранчево-червона. Самець і самка забарвлені однаково.

Амазон андійський (ліворуч) на марці Умм-ель-Кайвайну. Праворуч зображений венесуельський амазон

## Розповсюдження
Живе в Еквадорі й Колумбії, на північно-заході Венесуели.

## Спосіб життя
Населяють субтропічні й тропічні сирі ліси, низовини, субтропічні й тропічні сирі гірські ліси до висоти 3500 м над рівнем моря. 
Це полохливі й неспокійні папуги. Їхній голос можна почути в ранній ранковий годинник і надвечір, коли вони злітаються в долини на годівлю й вертаються на нічліг у гірські ліси. Про їхнє життя в природі відомо дуже мало.
Чисельність невисока.

## Розмноження
Гніздовій період триває з лютого по червень. Гнізда влаштовують у дупластих деревах високо від землі. У кладці 2-4 яйця.